# La quinta onda (romanzo)
La quinta onda (The 5th Wave) è un romanzo di fantascienza apocalittica per ragazzi del 2013 scritto da Rick Yancey. Ha due seguiti: Il mare infinito (The Infinite Sea, 2014), e L'ultima stella (The Last Star, 2016).
Dal romanzo è stato tratto un film omonimo del 2016.

## Trama
La sedicenne Cassie Sullivan, una studentessa, subisce la devastazione portata dall'invasione aliena, che giunge sulla Terra in differenti ondate, che ogni volta decimano la popolazione terrestre e portano devastazione nel pianeta. La ragazza perde inizialmente la madre in seguito a un'epidemia aerea (chiamata dagli umani con molti nomi, uno tra i quali è "cavaliere rosso"), così la famiglia decide di rifugiarsi in un campo profughi, dove il padre verrà assassinato da alieni con sembianze di soldati umani. Il fratello Sam viene portato via da alcuni soldati che radunano i bambini per "portarli in salvo" in una base, comandata in realtà dagli alieni. Cassie rimane nel campo con il padre, ma poco dopo alcuni soldati rimasti rivelano la loro vera natura e uccidono tutte le persone. Cassie riesce a fuggire e inizierà il suo viaggio nel tentativo di ritrovare il fratello e sopravvivere poi all'invasione aliena insieme ad altri ragazzi che conoscerà nel corso della storia.

## Trasposizione cinematografica
Dal romanzo è stato prodotto da Sony Pictures il film del 2016 La quinta onda, diretto da J Blakeson con Chloë Grace Moretz nel ruolo della protagonista.